# Flughafen Laoag

i8
i11
i13
Der Laoag International Airport (IATA-Code: LAO, ICAO-Code: RPLI) ist der nördlichste internationale Flughafen auf den Philippinen. Seine Verkehrsverbindungen zum restlichen Asien sind für die Region um Laoag sehr wichtig. Auch einige Touristen vom chinesischen Festland nutzen den Flughafen.

## Airlines
Die folgenden Airlines fliegen oder flogen den Laoag International Airport an:
- Asian Spirit
- Cebu Pacific
- China Southern Airlines
- Hong Kong Express
- Laoag International Airlines

Hong Kong Express Airways